# Tylenchorhynchus maximus
Tylenchorhynchus maximus är en rundmaskart som beskrevs av Allen 1955. Enligt Catalogue of Life ingår Tylenchorhynchus maximus i släktet Tylenchorhynchus och familjen Belonolaimidae, men enligt Dyntaxa är tillhörigheten istället släktet Tylenchorhynchus och familjen Dolichodoridae. Arten är reproducerande i Sverige. Inga underarter finns listade i Catalogue of Life.